# Шеро, Фред
Фредерик (Фред) Александр Шеро (англ. Frederick Alexander Shero) по прозвищу «Туман» (The Fog) (23 октября 1925, Виннипег, Манитоба, Канада — 24 ноября 1990, Камден, Нью-Джерси, США) — канадский профессиональный хоккеист, тренер и генеральный менеджер. В основном играл в «младших» лигах, в НХЛ выступал за «Нью-Йорк Рейнджерс». После завершения игровой карьеры занялся тренерской деятельностью. Трижды выводил «Филадельфию Флайерз» в финал Кубка Стэнли, и два раза (1974 и 1975) выигрывал его. На протяжении четырёх сезонов подряд выигрывал не менее 70 % матчей, и до сих пор остается лидером по количеству побед в истории «Филадельфии». В 1978 году возглавил «Рейнджерс», и в первый же сезон довел команду до финала Кубка Стэнли.
Шеро был уникальным тренером, опередившим свое время, многие его инновации используются и сейчас. Он практиковал силовые тренировки, одним из первых в Канаде ввел утренние раскатки, и первым в НХЛ нанял в свой штаб полноценного штатного ассистента. За неоценимый вклад в 2013 году введен в Зал хоккейной славы.
На грифельной доске в раздевалке Шеро часто писал различные мотивационные лозунги. Один из них — «Победим сегодня — и мы вместе навсегда!» — написанный перед шестой игрой финальной серии 1974 года, цитируется и по сей день.

## Карьера игрока
Шеро играл на позиции защитника. Начинал в Юниорской лиге Манитобы (MJHL), а в 17-летнем возрасте подписал профессиональный контракт с «Нью-Йорк Рейнджерс». Первый год этого контракта (1943/44) он провёл в Любительской восточной хоккейной лиге (EAHL), выступая за «Нью-Йорк Роверс» и «Бруклин Кресцентс». Следующий год отслужил в Королевском военно-морском флоте Канады, играя в армейской лиге HMCS Chippawa. По окончании военной службы вернулся в систему «Рейнджерс», и через два сезона дебютировал в НХЛ. Первый матч — 16 октября 1947 года в Монреале, против действующего обладателя Кубка Стэнли. В том сезоне Шеро провёл 19 матчей за главную команду, большей частью играя за «Сент-Пол Сэйнтс» в Хоккейной лиге США (USHL). Именно там он получил прозвище «Туман». Впоследствии это прозвище часто объясняли замкнутостью Шеро, но на самом деле он заработал его во время одного из матчей, когда из-за высокой влажности на площадке образовался густой туман, и игроки не видели шайбу. Шеро же утверждал, что всё равно её видит, и с тех пор его стали звать «Фредди-Туман».
Сезон 1948/49 Шеро полностью отыграл в «Рейнджерс», год спустя дошёл с командой до финала Кубка Стэнли, где ньюйоркцы во втором овертайме проиграли седьмую встречу серии «Детройту». Это было 23 апреля 1950 года — последний матч Шеро в НХЛ. Сезон 1950/51 он провёл в «Цинциннати Мохокс» в Американской хоккейной лиге (АХЛ), а 14 мая 1951 года был обменян из «Рейнджерс» вместе с ещё тремя хоккеистами и финансовой компенсацией в команду «Кливленд Баронз», выступающую в АХЛ, на Хая Баллера и Уолли Хергешаймера. За три сезона с «Рейнджерс» Шеро провёл 145 матчей в НХЛ, забросив за это время 6 шайб и сделав 20 результативных передач. За 13 матчей плей-офф Кубка Стэнли он набрал два очка по системе «гол плюс пас».
С «Кливлендом» Шеро выиграл два Кубка Колдера в 1953 и 1954 годах, и вошёл во вторую символическую сборную сезона 1953/54.
В 1955 году перешёл в «Виннипег Уорриорс», выступающую в WHL. С самого начала стал капитаном команды, и в первый же сезон привёл её к чемпионству.
В 1957 году перешёл в «Шовинигэн Фоллс Кэтаракс» (QHL), где стал играющим тренером, и также завоевал чемпионство. В 1958 году завершил карьеру.

## Карьера тренера
Ещё до окончания игровой карьеры, в 1955 году, Шеро занялся тренерской работой. До сезона 1958/1959 он тренировал команду Молодёжной хоккейной лиги Саскатчевана «Муз-Джо Кэнакс». После завершения выступлений был в 1959 году нанят в качестве тренера клубом «Сент-Пол Сэйнтс», в это время игравшим в Международной хоккейной лиге (IHL). Дважды подряд (в 1960 и 1961 годах) Шеро приводил эту команду к Кубку Тернера — главному призу IHL. Перед сезоном 1967/1968 он занял пост тренера команды «Баффало Байсонс», с которой в сезоне 1969/1970 стал обладателем Кубка Колдера. В том же сезоне был признан лучшим тренером АХЛ. В следующем сезоне перешёл в Центральную хоккейную лигу (CHL), где возглавил клуб «Омаха Найтс». В том же сезоне он стал со своей новой командой обладателем главного трофея этой лиги — Кубка Адамса — и второй сезон подряд был признан тренером года, на этот раз в CHL. Несмотря на все эти победы, репутацию и тот факт, что многие из возглавляемых им команд находились в системе «Рейнджерс», его кандидатура никогда не рассматривалась в качестве замены главного тренера «Рейнджерс» Эмиля Фрэнсиса — считалось, что Шеро неэффективный коммуникатор и имеет проблемы с алкоголем.

### «Филадельфия Флайерс» (1971—1978)
В 1971 году генеральный менеджер «Филадельфии» Кит Аллен предложил владельцу команды Эду Снайдеру нанять Шеро. Снайдер согласился, и Шеро стал третьим главным тренером в истории «Флайерс». Он планировал завершить дебютный сезон не ниже второго места в Западном дивизионе, но в итоге занял только пятое (из восьми команд) с 26 победами, при 14 ничьих и 38 поражениях. Забытое было прозвище «Туман» обрело вторую жизнь, когда после игры в Атланте Шеро вышел с арены перекурить через дверь, которая не открывалась снаружи, и не смог вернуться на пресс-конференцию. Журналисты безуспешно искали его на арене, и никто не знал, где он находится, а стучать в дверь Фред не стал.
В межсезонье Шеро решил вернуться к тренировкам, которые он практиковал в низших лигах. Изначально, возглавив «Филадельфию», он заявлял, что слишком уважает игроков НХЛ, чтобы применять к ним методики из низших лиг. Но после неудачного сезона пришёл к выводу, что у него в распоряжении такие же хоккеисты, как и в предыдущих командах, следовательно и тренировки должны быть такими же. Одновременно Шеро расширил штат команды. Он настоял, чтоб был нанят специальный скаут для поиска талантов в Европе Адольф «Эгги» Кукулович — бывший хоккеист, имеющий опыт выступления в НХЛ и владеющий польским и русским языками, а также ассистент главного тренера. Майк Николак стал первым в истории штатным ассистентом, а сам факт его появления в команде породил разговоры, что Шеро недостаточно компетентен, чтоб руководить в одиночку. Так или иначе, опыт оказался успешным — Николак, приглашавшийся в качестве эксперимента на однолетний контракт, стал постоянным помощником Шеро на протяжении всей его карьеры, и сегодня ассистенты есть во всех без исключения профессиональных командах.
Перед одним из матчей сезона 1972/73 Шеро написал на доске в раздевалке цитату о самоотдаче; «Филадельфия» победила, и с тех пор различные мотивационные надписи стали традицией.
Регулярный чемпионат «Филадельфия» закончила на втором месте в Западном дивизионе. В первом раунде она прошла «Миннесоту» в шести играх, во втором — уступила «Монреалю» в пяти.
В сезоне 1973/74 «Филадельфия» выиграла Западный дивизион и со 112 очками отстала от лидера регулярного чемпионата, «Бостона», всего на одно очко. В первом раунде плей-офф соперником была «Атланта». После третьего матча счёт в серии стал 3-0 в пользу «Филадельфии». Шеро, известный своими вечерними прогулками с остановками в барах и пабах, отправился в одну из таких прогулок, и его ограбили. Он никогда не распространялся об этом инциденте, достоверно известно лишь, что около двух часов ночи полиция Атланты получила вызов в район отеля, где остановилась «Филадельфия». Шеро был найден со сломанным пальцем, порезами и синяками на лице. Руководство «Флайерс» отправило его домой на восстановление, и в четвёртом матче командой руководил Николак. «Филадельфия» выиграла, и в следующем раунде встречалась с «Рейнджерс». В той серии потребовались все семь встреч, каждую из которых выигрывали хозяева. Дальше прошла «Филадельфия», имевшая преимущество своего поля. Это был первый случай в истории НХЛ, когда команда, включённая в лигу после расширения 1967 года, обыграла в плей-офф команду «Большой шестёрки».
В финале Кубка Стэнли «Филадельфию» ожидал «Бостон» во главе с лучшим игроком Лиги, Бобби Орром. Чтобы противодействовать Орру, Шеро разработал оригинальный план. Тогда как абсолютно все соперники старались по мере возможности минимизировать контакт Орра с шайбой, Шеро дал указание вбрасывать её в чужую зону по тому флангу, который контролирует Орр, чтобы заставить его много кататься — и, соответственно, тратить много сил. Любой хоккеист «Филадельфии», оказавшийся в тот или иной момент рядом с Орром, обязан был постоянно оказывать на него физическое давление. Стратегия сработала, хотя это и заняло какое-то время. К шестому матчу серии Орр был уже сильно вымотан, и матч этот — а вместе с ним и Кубок — «Филадельфия» выиграла. Перед началом этой встречи Шеро, чтобы вдохновить хоккеистов, написал на доске в раздевалке «Победим сегодня — и мы вместе навсегда!», и сейчас эта фраза уже считается классикой. Вратарь «Филадельфии» Берни Парент был признан самым ценным игроком плей-офф, и вместе с Конн Смайт трофи получил в награду автомобиль — который тут же подарил Шеро. Сам Фред был назван лучшим тренером сезона и получил Джек Адамс Эворд. Сезон 1974/75 «Филадельфия» окончила на первом месте в дивизионе, конференции и всей лиге. Плей-офф начался с сухой победы над «Торонто» 4-0; в полуфинале «Флайерс» вели у «Айлендерс» 3-0, после чего проиграли трижды подряд. Перед седьмым матчем Шеро написал на доске в раздевалке цитату Дага Хаммаршёльда «Только тот заслуживает власти, кто каждый день это оправдывает». Шеро никогда не признавался в этом, но считается, что цитата адресовалась не всей команде, а конкретно центрфорварду Рику Маклишу, который в этой серии играл плохо. В седьмом матче Маклиш сделал хет-трик и помог команде победить 4:1. Как и год назад, для финала Шеро снова разработал специальную тактику — на этот раз против тройки «Баффало» French Connection (Рик Мартен — Жильбер Перро — Рене Робер). План подразумевал опять же плотное, на грани фола, физическое давление на центра Перро, а также изматывание всего звена путём частого наложения смен. Прекрасным примером этой стратегии стала первая встреча, во время которой на 97 секунд игры French Connection приходилось три смены состава у «Филадельфии». В результате «Флайерс» второй год подряд выиграли Кубок Стэнли.
В сезоне 1975/76 «Филадельфия» выиграла 51 матч при 16 ничьих и 13 поражениях (в том числе 36 побед, две ничьи и два поражения на домашнем льду), что стало клубным рекордом по количеству набранных очков и проценту выигранных встреч.
11 января «Флайерс» провели матч с ЦСКА в рамках Суперсерии-1975/76. Ранее армейцы победили «Бостон» и «Рейнджерс» и сыграли вничью с «Монреалем», и Шеро, приезжавший в СССР, подробно изучавший советский стиль, и даже внедривший некоторые вещи из него в свою систему, готовился к этой игре как к предыдущим финалам Кубка Стэнли. План тренера, как обычно, базировался на физической подготовке, а дополняющими базу нюансами стали акцент на контроль шайбы в чужой зоне, чтобы избежать контратак, а в зоне собственной — игра по позиции вместо попыток гоняться за перемещениями шайбы. Хоккеисты реализовали замысел тренера, намного превзошли москвичей по броскам (49-13) и выиграли 4:1. Эта игра омрачилась скандалом. В первом периоде при счете 0:0 защитник «Филадельфии» Эд ван Имп нанес травму нападающему ЦСКА Валерию Харламову. Главный тренер армейцев Константин Локтев увел команду в раздевалку в знак протеста против грубой игры «Филадельфии». Матч возобновился через 16 минут после переговоров между президентом НХЛ Кларенсом Кэмпбеллом и руководителем советской делегации Вячеславом Колосковым.
Походу за третьим Кубком подряд помешали травмы первого вратаря Парента и второго центра Маклиша. «Филадельфия» снова вышла в финал, но там всухую проиграла «Монреалю» 0-4.
Сезон 1976/77 стал четвёртым подряд, в котором «Филадельфия» выиграла не менее 70 % матчей. Весной «Флайерс» прошли «Торонто» (4-2) и остановились на «Бостоне» (0-4), а ещё через год зашли в плей-офф уже не напрямую, а с предварительного раунда, где победили «Колорадо» (2-0). Далее был «Баффало» (4-1) и снова «Бостон» (1-4). У Шеро оставался ещё год по контракту, но он подал в отставку, объясняя её тем, то «Флайерс» необходимы перемены, вне зависимости от того, осознают ли это они сами. Руководство отставку не приняло; несмотря на это, Шеро подписал пятилетний контракт с «Рейнджерс» на четверть миллиона долларов; помимо поста главного тренера он занял должность генерального менеджера. Через несколько недель, чтобы урегулировать ситуацию, ньюйоркцы заплатили «Филадельфии» 50 000 долларов, к которым добавили право выбора в первом раунде драфта 1978 года («Флайерс» использовали это право, чтобы выбрать центрального нападающего Кена Лайнсмена).

### «Нью-Йорк Рейнджерс» и последующие годы
«Рейнджерс» к тому времени четыре года подряд не продвигались далее предварительного раунда, и дважды вообще не попадали в плей-офф. Под руководством Шеро они сразу же дошли до финала, выбив по пути и «Филадельфию» (4-1). А в финале проиграли «Монреалю» 1-4.
Год спустя «Филадельфия» взяла реванш, выбив «Рейнджерс» и Шеро из плей-офф на четвертьфинальной стадии. Несмотря на это по окончании сезона Шеро был удостоен награды за вклад в развитие хоккея в США, разделив её с олимпийской сборной США, сотворившей «Чудо на льду». Ещё через год травмы ведущих игроков подкосили «Рейнджерс» на старте чемпионата, где они выиграли всего четыре матча из 20 (при трёх ничьих), и Шеро подал в отставку.
В 1982 году ходили слухи, что агент Шеро ведёт переговоры с «Детройтом», но они так и остались слухами (опровергаемыми генеральным менеджером «Детройта» Джимом Скиннером). Через год у Шеро диагностировали рак желудка. Он перенёс операцию, и устроился аналитиком в теле- и радиовещательную систему «Нью Джерси». В 1987 году Лу Вайро, который поработал в «Нью Джерси» ассистентом, а затем уехал на роль главного тренера в чемпионат Нидерландов, порекомендовал Шеро на роль своего преемника в «Тиллбург Трапперс», где Фред провёл один сезон — последний в его тренерской карьере.
С ухудшением здоровья Шеро вернулся в «Филадельфию» — на номинальную должность специального помощника, что, в свою очередь, помогло ему с медицинскими расходами.
22 марта 1990 года он был избран в Зал славы «Филадельфии», и восемь месяцев спустя, 24 ноября, ушёл из жизни. Ему было 65 лет.
Смерть Шеро не уменьшила его популярности в Филадельфии, и в 1999 году в опросе Philadelphia Daily News он был выбран как величайший тренер / менеджер города, опередив других известных наставников: Конни Мака («Филадельфия Атлетикс», МЛБ), Дика Вермайла и Гриси Нила («Филадельфия Иглз», НФЛ). В 2010 году на сайте Flyershistory.net выдвинута петиция о включении Шеро в Зал хоккейной славы, и три года спустя Фред был избран в него. С 308 победами в регулярном чемпионате и 48 в плей-офф он по сей день остаётся наиболее успешным тренером «Флайерс».

### Тренерский стиль
Шеро был интровертом и достаточно замкнутым человеком. С хоккеистами он зачастую общался не напрямую, а посредством записок, оставляемых на шкафчике в раздевалке. А когда разговаривал с ними, никогда не повышал голос. Он всегда отстаивал своих игроков — будь то в прессе или на совещаниях с руководством.
Во время матчей он требовал от игроков сосредоточенности, а проверяя это, часто спрашивал у них, сколько времени осталось до сирены.
Шеро считал, что может добиться от хоккеистов большей трудоспособности, когда они выигрывают, вследствие чего нестандартно подходил к тренировкам: после побед занятия были тяжёлыми, после поражений — в щадящем режиме. Вообще же он старался проводить тренировки так, чтобы игроки получали удовольствие. Его кредо было «хоккей — это детская игра, в которую играют мужчины. И поскольку это детская игра, она должна быть весёлой». Ради развлечения хоккеисты играли двусторонку «12 на 12», и победившие получали небольшое денежное вознаграждение.
Иногда он давал бессмысленные упражнения, которые выполнялись до тех пор, пока кто-то из хоккеистов не выскажет сомнение в его необходимости. Тогда Шеро останавливал упражнение, а усомнившегося хвалил за бдительность.
При Шеро «Филадельфия» играла в очень жёсткий, а зачастую и откровенно грязный хоккей, но это не имеет отношения к его тренерской философии. Философия Шеро заключалась в том, чтоб научиться побеждать с тем, что имеешь, иначе вообще не получится побеждать. Игрокам «Филадельфии» нравилось драться, поэтому он и не запрещал им это делать.
«Клянусь, я никогда не приказывал игроку нападать на другого игрока. На самом деле, я сказал своим парням, что если они когда-нибудь услышат от меня что-то подобное, то могут разбить мой череп клюшкой. Я прошу только, чтобы они играли агрессивно», — говорил Шеро.
Шеро был новатором. Он первым стал изучать хоккей по кинолентам, первым — в Северной Америке — стал использовать разнообразные схемы для конкретных соперников (см. выше примеры про «Бостон», «Баффало» и ЦСКА), первым ввёл силовые тренировки по ходу сезона, первым нанял ассистента и одним из первых ввёл утренние раскатки.
Известно, что Шеро путался в именах — просто не мог их запомнить. Минимум один раз это привело к тому, что он выменял не того игрока, которого хотел: будучи тренером и генеральным менеджером «Рейнджерс», приобрёл в «Эдмонтоне» Кэма Коннора, и пытался поставить его в защиту. Коннор очень удивился, объяснил, что он правый крайний, и после этого выяснилось, что изначально Шеро хотел выменять Колина Кэмпбелла, и просто перепутал имена.
Также известен случай, когда, работая комментатором в «Нью-Джерси», он стал в эфире вспоминать про дебютный сезон в «Рейнджерс». «Да, вратарь у нас тогда был хороший. Как его звали?», — спросил Шеро у своего соведущего. Соведущим был Джон Дэвидсон — тот самый вратарь, о котором зашла речь.

## Личная жизнь
Шеро был сыном русских иммигрантов, что в его детстве служило поводом для издевательств со стороны других ребят. Из-за этого он стал замкнутым и склонным к одиночеству.
Он занимался боксом, и в 13 лет стал чемпионом Канады в полусреднем весе в своей возрастной категории. У него был шанс стать профессиональным боксёром, но Фред выбрал хоккей. Когда он подписал первый профессиональный контракт с «Рейнджерс», отец предупредил его, что в 30 лет хоккеисты становятся безработными.
После первого Кубка Стэнли Шеро подумывал уйти с тренерской работы и поступить в юридическую школу — поскольку увлекался юриспруденцией, а также потому что в хоккее ему доказывать уже нечего. В хоккее он остался, но попутно заочно окончил юридический факультет. Помимо хоккея и юриспруденции увлекался игрой на скрипке.
Шеро много читал, особенно любил Уильяма Шекспира и Чарльза Диккенса. Когда он работал в Нью-Йорке, гордился тем, что он «самый первый рейнджер, имеющий карточку нью-йоркской публичной библиотеки».
В 1957 году товарищ по команде Эдди Джонстон познакомил Фреда с его будущей женой Мариэтт — она была сестрой подруги Джонстона. Джонстон вспоминал, что Шеро уже после первого свидания сказал ему, что собирается жениться на Мариетт.
У Фреда и Мариетт родились два сына, Режан (Рэй) и Жан-Поль. Рэй занимался хоккеем, играл на уровне NCAA, а затем занялся менеджерской деятельностью. Он работал ассистентом генерального менеджера в «Оттаве» и «Нэшвилле», генеральным менеджером в «Питтсбурге» и «Нью-Джерси», с 2021 года трудится старшим консультантом в «Миннесоте». Сыновья Рэя — внуки Фреда — Крис и Кайл также пошли по хоккейным стопам отца и деда. Немного поиграв и рано закончив, стали скаутами. Крис сначала работал в «Нью-Джерси», сейчас — в «Коламбусе», Кайл — в «Филадельфии».

## Награды и достижения
- Символическая сборная сезона EAHL (1947)
- Обладатель Кубка Колдера (AHL) (1953, 1954, 1970)
- Вторая cимволическая сборная сезона AHL (1954)
- Чемпион WHL (1956)
- Обладатель Кубка Тёрнера (IHL) (1960, 1961)[4]
- Мемориальный приз Луиса А. Р. Пири (лучший тренер года в AHL) (1970)[4]
- Чемпион CHL (1971)[4]
- Обладатель Кубка Стэнли (1974, 1975)
- Приз Джека Эдамса (тренер года в НХЛ) (1974)
- Обладатель Лестер Патрик трофи (1980)[4]
- Включён в Зал хоккейной славы Манитобы (1985)[5]
- Включён в Зал славы «Филадельфии Флайерс» (1990)[4]
- Включён в Зал спортивной славы и музей Манитобы (1999)
- Включён в Зал спортивной славы Филадельфии (2008)
- Включён в Зал хоккейной славы (2013)